# East Bay Neck
East Bay Neck är ett näs i Australien. Det ligger i delstaten Tasmanien, i den sydöstra delen av landet, omkring 40 kilometer öster om delstatshuvudstaden Hobart. East Bay Neck ligger 4 meter över havet.
Runt East Bay Neck är det mycket glesbefolkat, med 3 invånare per kvadratkilometer.. Närmaste större samhälle är Carlton, omkring 14 kilometer väster om East Bay Neck. 
Genomsnittlig årsnederbörd är 619 millimeter. Den regnigaste månaden är november, med i genomsnitt 79 mm nederbörd, och den torraste är augusti, med 37 mm nederbörd.